# Gaston Roelandts
Gaston Roelandts (Oostkamp, 14 september 1896 - Rieme, 21 juli 1943) was een Belgisch verzetsstrijder tijdens de Tweede Wereldoorlog. Hij was actief betrokken bij het gewapend verzet tegen de Duitse bezetter en werd geëxecuteerd wegens verboden radio- en wapenbezit.

## Leven en verzetsactiviteiten

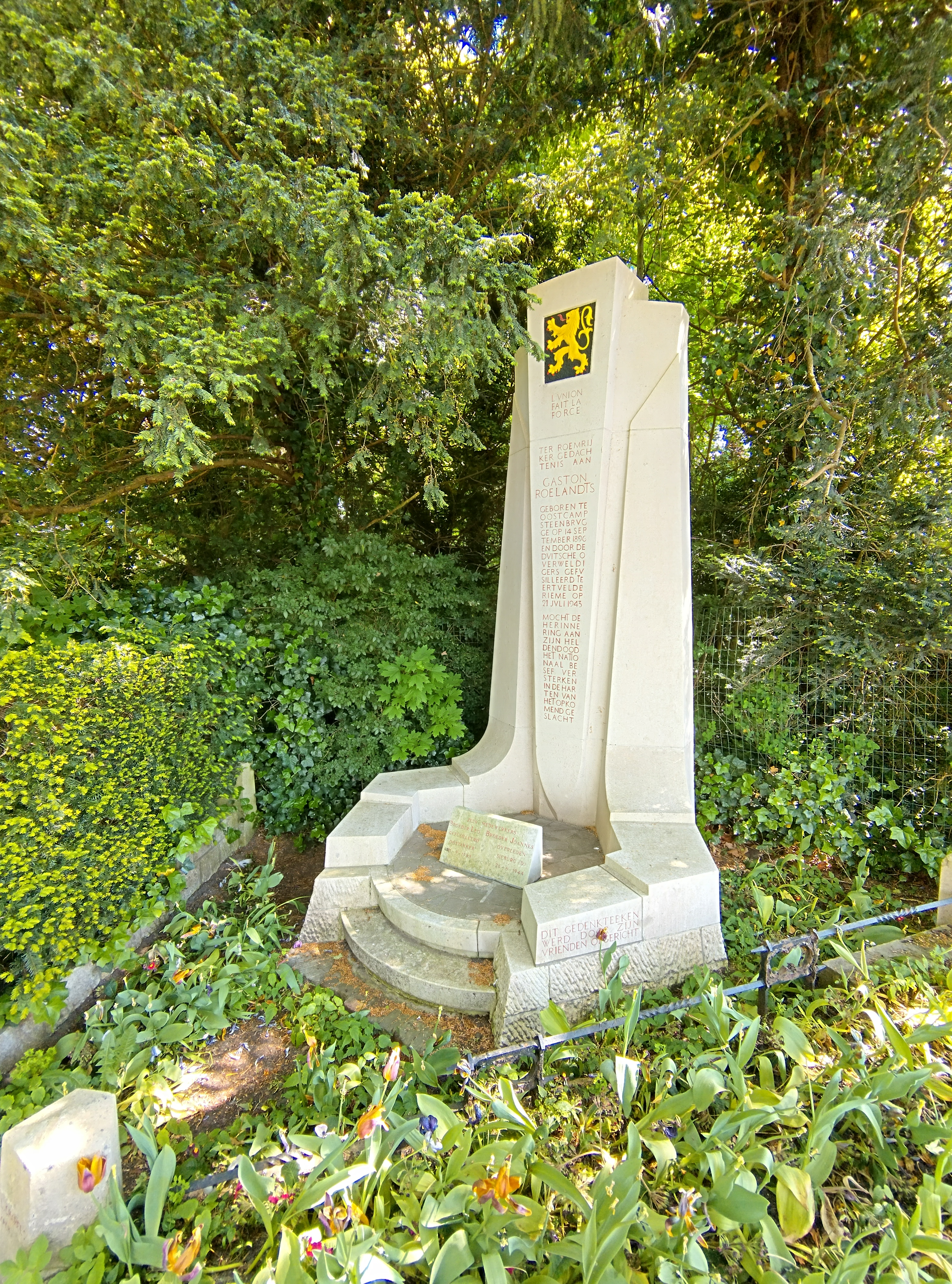
Foto van het gedenkmonument voor verzetsstrijder Gaston Roelandts, broeder Leo en broeder Joannes te Steenbrugge.

Roelandts was een bekende industrieel in Brugge en eigenaar van een olieslagerij. Tijdens de Duitse bezetting raakte hij betrokken bij het verzet, onder meer als inlichtingsagent voor de groep Brave-Bravery. Hij beschikte over een radiozendpost in de abdij van Steenbrugge, wat hem in staat stelde om informatie door te geven aan de geallieerden. Bij een huiszoeking werd een arsenaal aan wapens gevonden. Op 3 mei 1943 werd hij gearresteerd door de Duitse autoriteiten. In nooit geheel opgehelderde omstandigheden werd hij verraden en op 21 juli 1943, de Belgische nationale feestdag, gefusilleerd in Rieme.

## Medestrijders
Twee broeders van de abdij van Steenbrugge, die samen met Roelandts werden gearresteerd, ondergingen eenzelfde lot. Broeder Leo (Maurice Steyaert) werd op 21 september 1943 gefusilleerd in Oostakker, en broeder Joannes (Albert De Backer) overleed op 26 juni 1944 in gevangenschap in Siegburg, Duitsland.

## Nagedachtenis
Ter nagedachtenis aan Gaston Roelandts werd een gedenkzuil opgericht in Steenbrugge, tegenover het kasteel van de familie Roelandts. De zuil draagt het opschrift: "Ter roemrijker gedachtenis aan Gaston Roelandts geboren te Oostcamp Steenbrugge op 14 september 1896 en door de Duitsche overweldigers gefusilleerd te Ertvelde Rieme op 21 juli 1943" .
Daarnaast verwijzen verschillende straatnamen naar Gaston Roelandts, zoals de Gaston Roelandtsstraat in Oostkamp. Ook het het centrale plein van Assebroek werd na de Tweede Wereldoorlog ter ere van Roelandts hernoemd tot het Gaston Roelandtsplein. Hij woonde voor de oorlog in deze Brugse deelgemeente. In 1942, tijdens de Duitse bezetting, werd de toenmalige "gemeenteplaats" omgedoopt tot "Raymond Tollenaereplaats", maar na de bevrijding in 1944 kreeg het zijn huidige naam.